# Occupation russe de l'oblast de Zaporijjia
 (avril 2022).
La mise en forme du texte ne suit pas les recommandations de Wikipédia : il faut le « wikifier ».
Les points d'amélioration suivants sont les cas les plus fréquents. Le détail des points à revoir est peut-être précisé sur la page de discussion.
- Les titres sont pré-formatés par le logiciel. Ils ne sont ni en capitales, ni en gras.
- Le texte ne doit pas être écrit en capitales (les noms de famille non plus), ni en gras, ni en italique, ni en « petit »…
- Le gras n'est utilisé que pour surligner le titre de l'article dans l'introduction, une seule fois.
- L'italique est rarement utilisé : mots en langue étrangère, titres d'œuvres, noms de bateaux, etc.
- Les citations ne sont pas en italique mais en corps de texte normal. Elles sont entourées par des guillemets français : « et ».
- Les listes à puces sont à éviter, des paragraphes rédigés étant largement préférés. Les tableaux sont à réserver à la présentation de données structurées (résultats, etc.).
- Les appels de note de bas de page (petits chiffres en exposant, introduits par l'outil «  Source ») sont à placer entre la fin de phrase et le point final[comme ça].
- Les liens internes (vers d'autres articles de Wikipédia) sont à choisir avec parcimonie. Créez des liens vers des articles approfondissant le sujet. Les termes génériques sans rapport avec le sujet sont à éviter, ainsi que les répétitions de liens vers un même terme.
- Les liens externes sont à placer uniquement dans une section « Liens externes », à la fin de l'article. Ces liens sont à choisir avec parcimonie suivant les règles définies. Si un lien sert de source à l'article, son insertion dans le texte est à faire par les notes de bas de page.
- La présentation des références doit suivre les conventions bibliographiques. Il est recommandé d'utiliser les modèles {{Ouvrage}}, {{Chapitre}}, {{Article}}, {{Lien web}} et/ou {{Bibliographie}}. Le mode d'édition visuel peut mettre en forme automatiquement les références.
- Insérer une infobox (cadre d'informations à droite) n'est pas obligatoire pour parachever la mise en page.

Pour une aide détaillée, merci de consulter Aide:Wikification.
Si vous pensez que ces points ont été résolus, vous pouvez retirer ce bandeau et améliorer la mise en forme d'un autre article.
L'occupation russe de l'oblast de Zaporijjia est une occupation militaire en cours, qui commence le 24 février 2022, lorsque les forces russes envahissent l'Ukraine et s'emparent d'une partie de l'oblast de Zaporijjia. Le 26 février, la ville de Berdiansk passe sous contrôle russe, suivie de la victoire russe à Melitopol le 1er mars. Les forces russes assiègent et prennent la ville d'Enerhodar, qui abrite la centrale nucléaire de Zaporijjia, qui est passée sous contrôle russe le 4 mars.
Le 27 septembre 2022, à la suite des référendums de 2022 en Ukraine occupée, les autorités d'occupation déclarent l'indépendance de l'oblast sous le nom d'oblast de Zaporojié. Celle-ci est reconnue deux jours plus tard par la Russie. L'État autoproclamé cesse d'exister le 30 septembre, lorsqu'il est annexé au sein de la Russie en même temps que les autres territoires occupés.

## Occupation

### Berdiansk
Le 26 février 2022, les troupes russes conquièrent les port et aéroport de Berdiansk,. Le lendemain, l'armée russe prend le contrôle total de la ville,.
À partir du 14 mars, le port est utilisé comme port d'éclatement logistique par les Russes pour soutenir leur offensive dans le sud de l'Ukraine et notamment le siège de Marioupol. Le 21 mars, le média russe Zvezda a rapporté l'arrivée de transports amphibies à Berdiansk. Un officier de la marine russe l'a décrit comme « un événement historique qui ouvrira des possibilités logistiques à la marine de la mer Noire ».
Le 24 mars, les forces ukrainiennes ont lancé une attaque du port de Berdiansk, le Saratov a été détruit et coulé, et deux bâtiments de la Classe Ropucha ont subi des dégâts mais ont pu quitter le port,. À l'époque, il s'agissait de la perte navale la plus lourde subie par la Russie lors de l'invasion et de l'un des succès les plus importants de l'Ukraine,.

### Melitopol
Le 1er mars 2022, peu après la prise de la ville, les citoyens de Melitopol ont organisé une manifestation de rue contre l'occupation militaire de la ville. Les manifestants ont défilé et ont utilisé leurs corps pour bloquer un convoi de véhicules militaires russes,.
Le 10 mars, la directrice du Musée d'histoire locale de Melitopol, Leila Ibragimova, a été arrêtée à son domicile par les forces russes et détenue dans un lieu inconnu. Un jour plus tard, le maire de Melitopol, Ivan Fedorov, a été enlevé par les troupes russes pour avoir refusé de coopérer avec elles et avoir continué à arborer un drapeau ukrainien dans son bureau. Les autorités russes n'ont pas commenté la disparition de Fedorov, mais le bureau du procureur de la République populaire de Louhansk, État séparatiste soutenu par la Russie, l'a accusé d'« activités terroristes ».
Le 12 mars, l'administration régionale de l'oblast de Zaporijjia a déclaré que l'ancienne conseillère et membre du Bloc d'opposition, Galina Danilchenko, avait été nommée maire par intérim. Pendant ce temps, des centaines de personnes ont participé à une manifestation devant la mairie de Melitopol pour exiger la libération de Fedorov. Olga Gaysumova, chef de l'ONG « Société de conscience de Melitopol » et organisatrice de manifestations locales contre les forces russes, a été arrêtée.
Le 13 mars, le conseil municipal de Melitopol déclare que « les troupes d'occupation de la fédération de Russie tentent de créer illégalement une administration d'occupation de la ville de Melitopol ». Il demande à la procureure générale d'Ukraine, Iryna Venediktova, d'ouvrir une enquête préliminaire sur Danilchenko et son parti, le Bloc d'opposition, pour trahison. Ukrayinska Pravda a rapporté que l'armée russe avait enlevé le président du conseil de district de Melitopol, Serhiy Priyma, et avait tenté d'enlever le secrétaire du conseil municipal, Roman Romanov. Pendant ce temps, des véhicules militaires russes ont été aperçus annonçant via des haut-parleurs que les rassemblements et les manifestations avaient été interdits et qu'un couvre-feu était imposé de 18h00 à 06h00.
Le 14 mars, Ukrayinska Pravda rapporte que les forces russes avaient empêché de nouvelles manifestations en bloquant la place centrale de Melitopol. Il a également affirmé que « deux militants ont été enlevés et emmenés dans une direction inconnue ».
Le 16 mars, Fedorov est libéré de captivité. Certains responsables ukrainiens affirment qu'il avait été libéré lors d'une « opération spéciale »,,. L'attachée de presse de Zelensky Daria Zarivna a cependant affirmé plus tard qu'il avait été échangé contre neuf conscrits russes capturés par les forces ukrainiennes.
Le 23 mars 2022, le maire Fedorov signale que la ville rencontre des problèmes de nourriture, de médicaments et d'approvisionnement en carburant, tandis que l'armée russe saisit des entreprises, intimide la population locale et détient plusieurs journalistes en garde à vue.
Le 22 avril 2022, le maire de Melitopol affirme que plus de 100 soldats russes avaient été tués par des partisans lors de l'occupation de la ville.
Le 13 décembre 2022, l'état-major général des forces armées ukrainiennes signale que les forces russes de Melitopol forcent les résidents à obtenir des passeports russes et à passer de la monnaie ukrainienne au rouble russe. Selon le rapport, les forces russes tentent également d'encourager les habitants à collaborer en augmentant l'aide aux retraités et en augmentant les salaires de ceux qui acceptent de travailler dans des institutions établies en Russie.

### Enerhodar
Le 4 mars, la ville d'Enerhodar et la Centrale nucléaire de Zaporijjia passent sous une occupation militaire russe.
Oleksandr Starukh, le gouverneur de l'oblast de Zaporijjia, a déclaré le 5 mars que les forces russes avaient quitté la ville après l'avoir pillée et que la situation dans la ville était entièrement sous le contrôle des autorités locales. Cependant, Orlov a nié le rapport et a déclaré que les forces russes occupaient toujours le périmètre de la ville et de la centrale électrique, les autorités locales gérant toujours la ville. L'administration militaire ukrainienne pour le sud-est confirme le 7 mars qu'Enerhodar est sous le contrôle des forces russes.
Le 6 mars, l'AIEA publie une déclaration indiquant que les forces russes s'ingèrent dans les opérations de la centrale, indiquant que « toute action de la direction de la centrale - y compris les mesures liées au fonctionnement technique des six réacteurs - nécessite l'approbation préalable du commandant russe », et déclarant en outre que « les forces russes sur le site ont coupé certains réseaux mobiles et Internet afin que des informations fiables du site ne puissent pas être obtenues par les voies de communication normales ». Le 9 mars, Herman Galushchenko, ministre ukrainien de l'Énergie, affirme que les forces russes retenaient en otage les travailleurs de la centrale électrique et en avaient forcé plusieurs à réaliser des vidéos de propagande.
Le 18 août 2023, une puissante explosion s'est produite dans le bureau du chef de la police d'Enerhodar, faisant plusieurs blessés.

### Contrôle des villes dans l'oblast
| Nom          | Population | Raïon      | Tenue par | À partir du     | Plus d'information                                                           |
| ------------ | ---------- | ---------- | --------- | --------------- | ---------------------------------------------------------------------------- |
| Berdiansk    | 107 928    | Berdiansk  | Russie    | 27 février 2022 | Voir Attaque du port de Berdiansk Capturée par la Russie le 27 février 2022. |
| Kamianka     | 6 507      | Polohy     | Russie,   | 15 mars 2022    | Capturée par la Russie le 14 mars 2022.                                      |
| Tchernihivka | 5 645      | Berdiansk  | Russie    | 17 mars 2022    | Capturée par la Russie le 14 mars 2022.                                      |
| Enerhodar    | 52 887     | Vassylivka | Russie    | 4 mars 2022     | Voir Siège d'Enerhodar Capturée par la Russie le 4 mars 2022.                |
| Houliaïpole  | 13 070     | Polohy     | Ukraine   | 30 mars 2022    | Entourée d'une moitié.                                                       |
| Melitopol    | 150 768    | Melitopol  | Russie    | 24 février 2022 | Voir Bataille de Melitopol Capturée par la Russie le 1er mars 2022.          |
| Orikhiv      | 14 136     | Polohy     | Ukraine   | 30 mars 2022    | Partiellement encerclée par les forces russes à partir du 20 avril 2022.     |
| Polohy       | 18 396     | Polohy     | Russie,   | 30 mars 2022    | Capturée par la Russie le 7 mars 2022.                                       |
| Tokmak       | 30 132     | Polohy     | Russie    | 7 mars 2022     | Capturée par la Russie le 7 mars 2022.                                       |
| Vassylivka   | 12 771     | Vassylivka | Russie    | 7 mars 2022     | Capturée par la Russie le 7 mars 2022.                                       |
| Zaporijjia   | 722 713    | Zaporijjia | Ukraine   | 1er avril 2022  |                                                                              |

Le 29 septembre 2022, conformément à l'annonce des résultats aux référendums, Vladimir Poutine signe des décrets reconnaissant l'indépendance des régions de Kherson et de Zaporijjia. Le 30 septembre, le président russe prononce l'annexion de ces dernières ainsi que des républiques populaires de Donetsk et de Lougansk. L'annexion est formalisée le 5 octobre.

### Mouvement de résistance
Le 5 mai 2024, à Berdiansk, Yevgeniy Ananievsky, un fonctionnaire nommé par la Russie qui serait responsable de la mise en place de chambres de torture dans l'oblast occupé de Zaporijjia, a été tué après l'explosion d'une bombe dans sa voiture,.

## Politique et administration

Composition de l'Assemblée régionale :
Russie unie (34)
KPRF (2)
LDPR (2)
SRZP (2)